# تاملالت الوسطى (تاكمة)
تاملالت الوسطى هو دُوَّار يقع بجماعة بوغريبة، إقليم بركان، جهة الشرق في المملكة المغربية. ينتمي الدوّار لمشيخة تاكمة التي تضم 23 دوار. يقدر عدد سكانه بـ 726 نسمة حسب الإحصاء الرسمي للسكان والسكنى لسنة 2004.

## روابط خارجية
- البوابة الوطنية للجماعات الترابية نسخة محفوظة 12 مارس 2018 على موقع واي باك مشين.
- المندوبية السامية للتخطيط